# 休斯顿轻轨

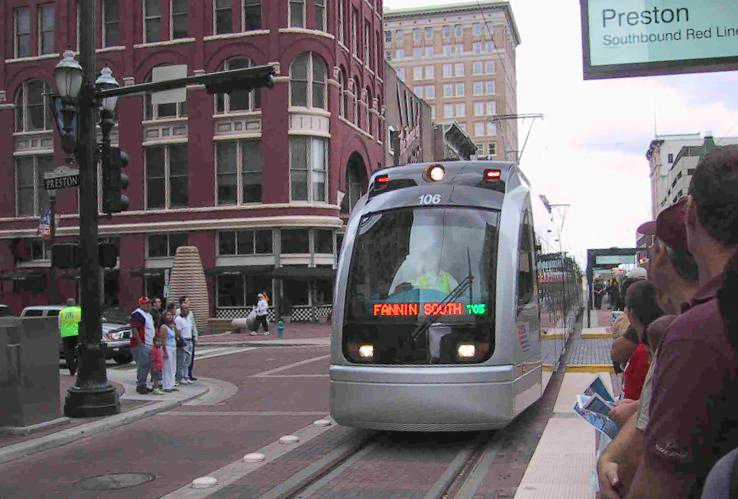
轻轨列车

休斯顿轻轨（英語：METRORail），是在美国德克萨斯州休斯顿地区由哈里斯县都会区交通局（Metropolitan Transit Authority of Harris County，简称“METRO”）运营的一个轻轨系统。该系统有三条线路，39个车站，总长22.7英里（36.53） 。轻轨红线工作日白天每6分钟一班，晚上每12分钟一班。周六周日白天每12分钟一班，晚上18分钟一班。绿线紫线全周白天每12分钟一班，晚上每18分钟一班。

## 线路
休斯顿轻轨是一个以地面运行为主的轻轨系统，有红绿紫三条线。红线连接了休斯顿市中心，医疗区，Hermann公园及莱斯大学，以及downtown以北区域。紫线连接市中心和休斯顿大学。红线与紫线绿线在市中心的Central Station换乘。